# 染井野
染井野（そめいの）は、千葉県佐倉市の町丁。現行行政地名は染井野一丁目から染井野七丁目。郵便番号285-0831。

## 地理
北は臼井、臼井田、北東は江原新田、東は飯重、南は吉見、西は生谷に隣接している。
北総台地（下総台地）にあり標高が少し高い。基本的には安定した地盤であるが、東日本大震災の際には近隣の京成臼井駅に比較的大きな被害があり、また染井野から1.5kmほど離れた京成臼井駅～ユーカリが丘駅間の線路では液状化が発生した。

## 歴史

### 前史
住宅地として開発がなされる以前は、現在の染井野にあたる地区は台地と谷津からなる農地・山林であった。飯重地区と臼井地区を結ぶ飯重臼井道と、吉見地区と麻賀多神社を結ぶ生谷臼井道が通り、前者の沿線には小字「染井」、後者の沿線には小字「間野」があった。後の開発にあたり、2つの地名を合成して「染井野」の地名がつけられた。

### 開発後
1990年より開発が始められ、佐倉市有数の大規模開発団地、また高級住宅地として知られる。分譲に先行した土地の取得は大林組が行い、分譲は1丁目から4丁目は主に大林組、5丁目から7丁目は主に東急不動産（大林組から土地を取得）によってなされた。
1992年より分譲開始。分譲区画により販売愛称が異り、大林組の分譲区画である1丁目から4丁目は「そめい野邸苑都市」、東急不動産の分譲区画である5丁目から7丁目は「東急みずきヶ丘」とされた。この愛称は分譲後数年ほどは住民の間でも使われていたが、東急が分譲を終了し撤退した後は徐々に使われなくなり、住所である「染井野」と呼ばれるようになっていった。
現在も大林組は分譲を続けているが、バブル崩壊と少子化による住宅ニーズ減少、都心回帰志向を受けて計画した価格での販売は難しく長期戦となっている。

## 世帯数と人口
2017年（平成29年）10月31日現在の世帯数と人口は以下の通りである。
| 丁目                 | 世帯数    | 人口    |
| -------------------- | --------- | ------- |
| 染井野一丁目         | 223世帯   | 689人   |
| 染井野二丁目         | 450世帯   | 1,225人 |
| 染井野三丁目・四丁目 | 384世帯   | 963人   |
| 染井野五丁目         | 699世帯   | 1,778人 |
| 染井野六丁目         | 328世帯   | 850人   |
| 染井野七丁目         | 396世帯   | 1,141人 |
| 計                   | 2,480世帯 | 6,646人 |

## 小・中学校の学区
市立小・中学校に通う場合、学区は以下の通りとなる。
| 地域         | 小学校               | 中学校               |
| ------------ | -------------------- | -------------------- |
| 染井野一丁目 | 佐倉市立染井野小学校 | 佐倉市立臼井南中学校 |
| 染井野二丁目 | 佐倉市立染井野小学校 | 佐倉市立臼井南中学校 |
| 染井野三丁目 | 佐倉市立染井野小学校 | 佐倉市立臼井南中学校 |
| 染井野四丁目 | 佐倉市立染井野小学校 | 佐倉市立臼井南中学校 |
| 染井野五丁目 | 佐倉市立染井野小学校 | 佐倉市立臼井南中学校 |
| 染井野六丁目 | 佐倉市立千代田小学校 | 佐倉市立臼井南中学校 |
| 染井野七丁目 | 佐倉市立千代田小学校 | 佐倉市立臼井南中学校 |

## 施設

### 一丁目
- 佐倉市立染井野小学校
- 染井野調整池広場
- 飯重1号街区
- つきのき公園

### 二丁目
- 染井野北集会所
- 飯重2号街区
- えのき公園

### 三丁目
- 佐倉市八街市酒々井町消防組合佐倉消防署臼井出張所
- しらかし公園

### 四丁目
- 佐倉市立臼井南中学校
- 七井戸公園

### 五丁目
- 佐倉染井野郵便局
- 染井野中央集会所
- みずき公園
- にれのき公園

### 六丁目
- すずかけ公園

### 七丁目
- 染井野南集会所
- ゆりのき公園
- 吉見台遺跡群（吉見台公園）

## その他
- アニメ『きんいろモザイク』の舞台となっており、登場人物たちの住む街として描かれている。